# 코히르 라술조다

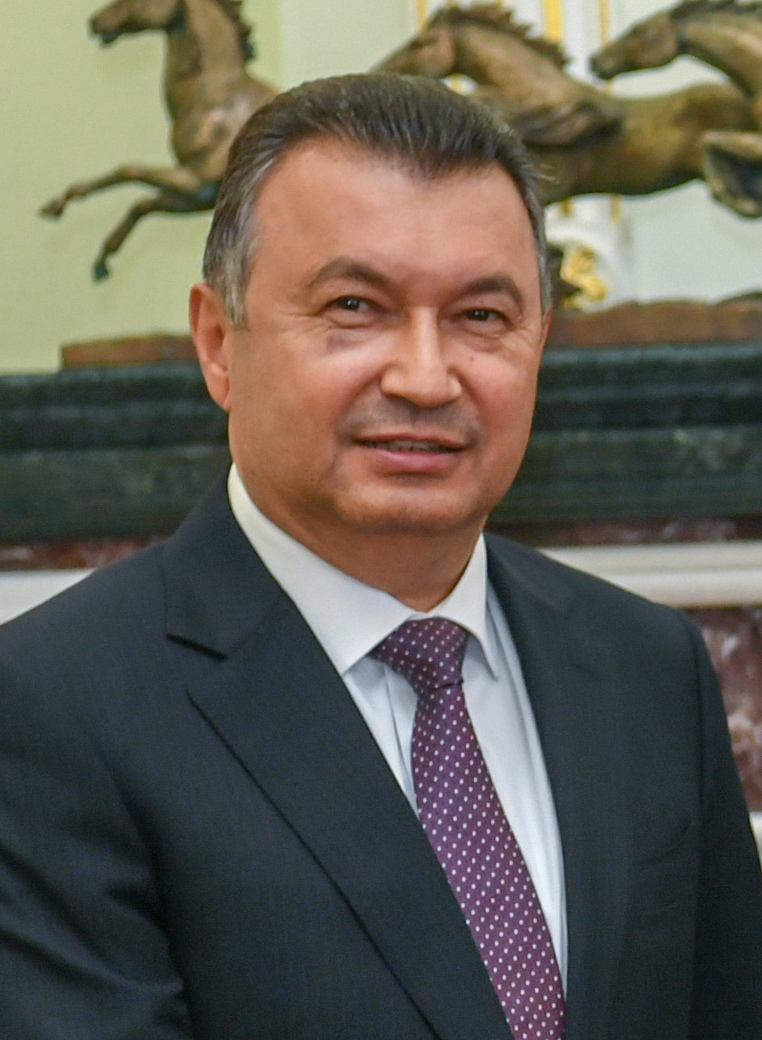

코히르 라술조다(타지크어: Қоҳир Расулзода, 러시아어: Кохир Расулзада, 1961년 3월 8일 ~ )는 타지키스탄의 정치인이다. 소속 정당은 타지키스탄 인민민주당이다. 2013년 11월 23일부터 타지키스탄의 총리를 역임하고 있다. 그는 과거에 수그드 주지사를 역임했다.